# بخش ووخا
بخش ووخا (به انگلیسی: Wokha district) یک بخش در هند است که در ناگالند واقع شده‌است. بخش ووخا ۱٬۶۲۸ کیلومتر مربع مساحت و ۱۶۶٬۲۳۹ نفر جمعیت دارد.